# Triệu Bảo Cương
Triệu Bảo Cương (sinh ngày 7 tháng 7 năm 1955) là đạo diễn quốc gia cấp 1, biên kịch, nhà sản xuất, diễn viên nổi tiếng, tốt nghiệp Đại học truyền thông Bắc Kinh, hiện đang làm việc ở Nguyên Bảo Bắc Kinh trong vai trò giám đốc. Ông là thành viên hội đồng của Ủy ban nghệ thuật truyền hình Trung Quốc, Giám đốc thường trực của Ủy ban sản xuất truyền hình của Đài phát thanh và truyền hình Trung Quốc, thành viên của Hiệp hội nghệ sĩ truyền hình Bắc Kinh, và là thành viên của đơn vị Liên minh công nghiệp phim ảnh thủ đô. Năm 2015 bắt đầu tham gia vào chương trình thực tế đa dạng . Tháng 1 năm 2018, Triệu Bảo Cương là thành viên của Hội nghị Hiệp thương Chính trị Nhân dân Trung Quốc lần thứ 13 

## Tiểu sử

### Đầu đời
Sinh ra ở Bắc Kinh. Năm 1972 khi đang làm công nhân Cương được tuyển vào Học viện Điện ảnh Bắc Kinh khoa diễn xuất. Và thi tuyển vào Đại học truyền thông Trung Quốc khoa nghiên cứu. Triệu Bảo Cương và Phùng Tiểu Cương đồng sản xuất bộ phim "Câu chuyện biên tập (编辑部的故事) sau khi tốt nghiệp. Sau sự thành công của bộ phim này Bảo Cương trở thành nhân viên của Trung tâm nghệ thuật đài Bắc Kinh .

## Cuộc sống cá nhân
Tháng 1 năm 1986 kết hôn với nữ diễn viên Đinh Tâm. Sau khi Bảo Cương nổi tiếng, đồng sáng lập lên Nguyên Bảo Bắc Kinh . 19 tháng 12 năm 2002, con trai Triệu Mã Đinh được sinh ra ở Canada .

## Phim

### Truyền hình

#### Đạo diễn
| Năm  | Tên                                                                 | Diễn chính                   | Thể loại               | Ghi chú                                              |
| ---- | ------------------------------------------------------------------- | ---------------------------- | ---------------------- | ---------------------------------------------------- |
| 1991 | Câu chuyện biên tập 编辑部的故事                                    | Cát Ưu, Lữ Lệ Bình           | Hài kịch               | Phim hài Sitcom                                      |
| 1992 | Hoàng thành căn nhân 皇城根儿                                       | Tôn Thuần, Tiểu Tống Giai    | Kịch cuộc sống         |                                                      |
| 1994 | Thỏa nguyện 过把瘾                                                  | Vương Chí Văn, Giang San     | Tình cảm               | Kỷ niệm 45 năm thành lập Cộng hòa Nhân dân Trung Hoa |
| 1995 | Đông biên nhật xuất tây biên vũ 东边日出西边雨                      | Vương Chí Văn, Ngũ Vũ Quyên  | Tình cảm               | [ 7 ]                                                |
| 1997 | Chuyện phong hoa tuyết nguyệt 一场风花雪月的事                      | Lưu Hán Cường, Từ Tĩnh Lôi   | Tình cảm hình sự       | [ 5 ]                                                |
| 1998 | Mùa đông không có tuyết 无雪的冬天                                  | Trần Bảo Quốc, Lưu Bội       | Tình cảm gia đình      |                                                      |
| 1999 | Mãi không nhắm mắt 永不瞑目                                         | Lục Nghị, Tô Cẩn             | Cảnh phỉ               |                                                      |
| 2002 | Điều gì có thể cứu lấy anh, tình yêu của tôi 拿什么拯救你，我的爱人 | Vu Na, Lưu Diệp              | Tình Cảm               | Part-time                                            |
| 2000 | Như sương như mưa lại như gió 像雾像雨又像风                        | Trần Khôn, Lục Nghị          | Tình cảm               | [ 8 ]                                                |
| 2003 | Tạm biệt, Vancouver 别了，温哥华                                    | Trần Khôn, Triệu Tử Kỳ       | Tình cảm               | [ 9 ]                                                |
| 2005 | Băng thu hình 录象带                                                | Lý Cần Cần, Phó Tinh         | Tội phạm               |                                                      |
| 2005 | Đồng thoại Paris 巴黎童话                                           | Hà Nhuận Đông, Lý Tiểu Nhiễm | Tình cảm               | [ 10 ]                                               |
| 2006 | Hãy cho tôi một điếu thuốc 给我一支烟                               | Trương Hâm Nghệ, Trương Đạc  | Tình cảm               | Đổi tên thành " Mưa đêm " vì lý do nhạy cảm          |
| 2007 | Phấn đấu 奋斗                                                       | Đồng Đại Vĩ, Mã Y Lợi        | Cảm hứng tình yêu      | Part-time                                            |
| 2007 | Mai Diểm Phương 梅艳芳菲                                            | Trần Vĩ, Hạ Cương            | Tiểu sử                |                                                      |
| 2008 | Màn đêm ở Cáp Nhĩ Tân 夜幕下的哈尔滨                                | Lục Nghị, Lý Tiểu Nhiễm      | Điệp chiến             | Kim biên kịch                                        |
| 2009 | Thanh xuân của tôi ai làm chủ 我的青春谁做主                        | Lục Nghị, Vương Lạc Đan      | Thanh niên, thanh xuân | Part-time                                            |
| 2010 | Cuộc chiến bảo vệ hôn nhân 婚姻保卫战                               | Đồng Đại Vi, Mã Y Lợi        | Tình cảm               | Part-time                                            |
| 2011 | Nam nhân bang 男人帮                                                | Tôn Hồng Lôi, Huỳnh Lỗi      | Tình cảm               | [ 15 ] [ 16 ]                                        |
| 2012 | Thanh niên Bắc Kinh 北京青年                                        | Đỗ Thuần, Lý Thần            | Cảm hứng tình yêu      | [ 17 ] [ 18 ]                                        |
| 2013 | Tuổi già 老有所依                                                   | Lưu Đào, Trương Đạc          | Gia đình               | [ 19 ]                                               |
| 2014 | Bác sĩ thanh niên 青年医生                                          | Nhậm Trọng, Trương Lệ        | Y khoa                 | [ 20 ]                                               |
| 2017 | Thâm hải lợi kiếm 深海利剑                                          | Cao Mân Duệ, Vương Dương     | Quân sự                | [ 21 ]                                               |
| 2019 | Thanh xuân đấu 青春斗                                               | Trịnh Sảng                   | Thanh xuân             |                                                      |

#### Diễn xuất
1985 - Bốn thế hệ 
1986 - Liêu trai chí dị
2003 - Lam anh túc
2009 - Lời thú nhận của Tô Phi (Nhà sản xuất) 
2009 - Bốn thế hệ
2011 - Nhà vuông N lần 

#### Khác
1990 - Khát vọng - Đạo diễn cùng với Lỗ Hiểu Oai 
1996 - Hôn nhân phức tạp (tên khác: Tình yêu loạn đạo) - Nhà sản xuất
1999 - Nam nhân ly hôn - Tổng giám chế, biên kịch
2002 - Phía sau phù hoa (tên khác: Mặt trái của sự giàu sang) - Tổng giám chế
2004 - Thương Hải Bách Niên - Chế tác
2008 - Làm ơn hãy nghe điện thoại - Chế tác 

### Điện ảnh

#### Đạo diễn
2014 - Một bước đi 

#### Diễn xuất
| Năm  | Tên                              | Vai                             | Ghi chú                   |
| ---- | -------------------------------- | ------------------------------- | ------------------------- |
| 2004 | Tôi điên vì ai 我为谁狂          | Lục Kỳ Lân                      | (Tên cũ " Tỉnh cái nhi ") |
| 2010 | Nhật ký Đỗ La La 杜拉拉升职记    | Chủ sở hữu doanh nghiệp tư nhân |                           |
| 2010 | Phi thành vật nhiễu 2 非诚勿扰Ⅱ  | Triệu Học Hải                   | [ 29 ]                    |
| 2011 | Kẻ thù thân mật 亲密敌人         | Trần Kiến Đông                  | [ 30 ]                    |
| 2013 | Tình yêu không NG 爱情不ng       | Triệu Đại Oản                   | [ 31 ]                    |
| 2016 | Quá khứ hoàng kim 罗曼蒂克消亡史 | Người khách đến từ phương Bắc   | [ 32 ]                    |

## Giải thưởng
| Năm  | Lễ trao giải                                              | Hạng mục                                                              | Phim                                         | Kết quả   | Ghi chú |
| ---- | --------------------------------------------------------- | --------------------------------------------------------------------- | -------------------------------------------- | --------- | ------- |
| 1990 | Điện ảnh và Truyền hình Bắc Kinh                          | Phim truyền hình xuất sắc nhất                                        | Khát vọng                                    | Đoạt giải | [ 26 ]  |
| 1990 | Phi thiên                                                 | Giải đặc biệt phim truyền hình dài tập                                | Khát vọng                                    | Đoạt giải | [ 26 ]  |
| 1990 | Kim ưng                                                   | Phim truyền hình dài tập xuất sắc nhất                                | Khát vọng                                    | Đoạt giải | [ 26 ]  |
| 1991 | Kim ưng                                                   | Phim truyền hình xuất dài tập sắc nhất                                | Câu chuyện biên tập                          | Đoạt giải | [ 6 ]   |
| 1991 | Phi thiên                                                 | Phim truyền hình xuất sắc nhất - hạng nhì                             | Câu chuyện biên tập                          | Đoạt giải | [ 6 ]   |
| 1991 | Ban tuyên truyền Five-One Project                         | 5 dự án xuất sắc nhất                                                 | Câu chuyện biên tập                          | Đoạt giải | [ 6 ]   |
| 1994 | Điện ảnh và Truyền hình Bắc Kinh                          | Phim truyền hình xuất sắc nhất                                        | Thỏa nguyện                                  | Đoạt giải | [ 6 ]   |
| 1994 | Kim Phượng                                                | Phim truyền hình trung bình và dài tập xuất sắc nhất ở Bắc Trung Quốc | Thỏa nguyện                                  | Đoạt giải | [ 6 ]   |
| 1994 | Kim ưng                                                   | Phim truyền hình xuất sắc nhất                                        | Thỏa nguyện                                  | Đoạt giải | [ 6 ]   |
| 1994 | Phi thiên                                                 | Phim truyền hình trung bình xuất sắc nhất - hạng ba                   | Thỏa nguyện                                  | Đoạt giải | [ 33 ]  |
| 1994 | Giải kỷ niệm 45 thành lập Cộng hòa Nhân dân Trung Hoa     | Giải đặc biệt                                                         | Thỏa nguyện                                  | Đoạt giải | [ 6 ]   |
| 1995 | Điện ảnh và Truyền hình Bắc Kinh                          | Phim xuất sắc nhất                                                    | Đông biên nhật xuất tây biên vũ              | Đoạt giải |         |
| 1995 | Giải kỷ niệm 50 năm thành lập Cộng hòa Nhân dân Trung Hoa | Giải đặc biệt                                                         | Đông biên nhật xuất tây biên vũ              | Đoạt giải | [ 3 ]   |
| 1998 | Kim ưng                                                   | Phim truyền hình dài tập xuất sắc nhất                                | Mãi không nhắm mắt                           | Đoạt giải |         |
| 2001 | Nghệ thuật truyền hình Trung Quốc song thập giai          | Đạo diễn xuất sắc nhất                                                | Thỏa nguyện                                  | Đoạt giải | [ 34 ]  |
| 2002 | 100 nghệ sĩ truyền hình hàng đầu Trung Quốc               |                                                                       |                                              | Đoạt giải | [ 34 ]  |
| 2003 | Nghệ thuật truyền hình Trung Quốc song thập giai          | Đạo diễn xuất sắc nhất                                                | Điều gì có thể cứu lấy anh, tình yêu của tôi | Đoạt giải | [ 35 ]  |
| 2007 | Chương trình nổi tiếng nhất trong năm                     |                                                                       | Phấn đấu                                     | Đoạt giải | [ 36 ]  |
| 2010 | Bạch Ngọc Lan                                             | Đạo diễn xuất sắc nhất                                                | Thanh xuân của tôi ai làm chủ                | Đề cử     | [ 37 ]  |
| 2012 | Thần tượng châu Á                                         | Kim bài bá nhạc                                                       |                                              | Đoạt giải |         |
| 2013 | Bạch Ngọc Lan                                             | Đạo diễn xuất sắc nhất                                                | Thanh niên Bắc Kinh                          | Đề cử     | [ 38 ]  |
| 2013 | Liên hoan phim truyền hình Tứ Xuyên                       | Đạo diễn phim truyền hình dài tập xuất sắc nhất                       | Thanh niên Bắc Kinh                          | Đề cử     | [ 39 ]  |
| 2013 | Phi thiên                                                 | Đạo diễn xuất sắc nhất                                                | Thanh niên Bắc Kinh                          | Đoạt giải | [ 40 ]  |
| 2014 | Bạch Ngọc Lan                                             | Đạo diễn xuất sắc nhất                                                | Tuổi già                                     | Đề cử     | [ 41 ]  |
| 2014 | Asia Rainbow TV                                           | Đạo diễn xuất sắc nhất                                                | Thanh niên Bắc Kinh                          | Đoạt giải | [ 42 ]  |
| 2014 | Kim ưng                                                   | Đạo diễn xuất sắc nhất                                                | Tuổi già                                     | Đoạt giải | [ 43 ]  |